# العرید (یمن)
ال عرید، یمن یک منطقهٔ مسکونی در یمن است که در استان صنعا واقع شده‌است.